# Leo Peelen
Leo Peelen (n. 16 iulie 1968, Arnhem, Gelderland, Țările de Jos – d. 24 martie 2017, Apeldoorn⁠(d), Gelderland, Țările de Jos) a fost un ciclist olandez, medaliat olimpic. A participat la o ediție a Jocurilor Olimpice (1988) în care a câștigat o medalie de argint.